# Dimas Garcia
Dimas Planas Garcia (4 de março de 1938, Promissão, São Paulo) é um artista plástico autodidata, pintor e gravador.  

## Biografia
Muda-se para Limeira/SP em 1945, no início de sua idade escolar. Entre 1954 e 1961, passa a receber “orientação” em desenho e pintura do Professor Ruy Corte Brilho no antigo Instituto de Educação Castello Branco de Limeira/SP. 
Em 1970 fixa definitivamente residência em Campinas/SP, passando então a receber “orientação” artística de Di Saboy, J. Zanellato e Thomaz Perina. Integra-se definitivamente no movimento artístico plástico da cidade, onde vai construir sua longa carreira como artista plástico contemporâneo e promotor cultural. 
Mas já em 1960, tinha participado pela primeira vez e oficialmente de um evento de artes plásticas, era o Salão de Artes Plásticas da I Feira de Ciências e Artes do Curso Cientifico do Instituto de Educação Castello Branco de Limeira/SP, recebe então a primeira premiação de sua longa carreira artística plástica, uma "Medalha de Honra ao Mérito". 
Em 1984, inicia em Campinas/SP um trabalho de organização e realização de eventos culturais; administração e assessoria de espaços culturais e a artistas emergentes; num verdadeiro trabalho de "agitação cultural", desprezando sempre qualquer apoio ou ajuda oficial por entender que a "cultura" não pode e não deve manter amarras com os poderes públicos e/ou econômicos. 
Realizou e participou ao longo destes últimos 47 (quarenta e sete) anos, de 1960 a 2006, por todo o Brasil, por dezenas de cidades do Estado de São Paulo e também no Exterior: 38 Individuais (sendo apenas 09 em Campinas/SP); 20 Individuais Simultâneas; 19 Exposições no Exterior; 57 Salões Oficiais, recebendo 37 Premiações; 122 Exposições Coletivas; tem 40 Obras em 29 Acervos Oficiais; recebeu 115 Citações de jornais e revistas especializadas; participou de 63 Corpos de Jurados de Salões Oficiais; por 37 vezes foi Curador de eventos de artes plásticas; realizou 18 "apresentações" de outros artistas plásticos; ocupou 08 Cargos Oficiais da Cultura; realizou 09 Coordenadoria de Espaços Culturais; realizou 06 palestras e oficinas de arte; organizou e realizou 485 Eventos de Artes Plásticas; totalizando assim 1106 atuações e participações em eventos de artes plásticas. 
Em 1997 passa a trabalhar como voluntário para a Fundação Bezerra de Menezes de Campinas/SP; em todas as manhãs das quinta feiras, realiza um trabalho de "arte educação" direcionado para aproximadamente vinte (20) crianças carentes da periferia de Campinas/SP. Trabalho que realiza até hoje e que é na análise critica e sincera do artista é o melhor e mais importante trabalho já realizado e que realiza no campo das artes plásticas.